# Malliganur, Belur
Malliganur là một làng thuộc tehsil Belur, huyện Hassan, bang Karnataka, Ấn Độ.